# Ramadán Szobhi
Ramadán Szobhi (arabul: رمضان صبحي; Kairó, Egyiptom, 1997. június 27. –) egyiptomi válogatott labdarúgó, a Pyramids játékosa.

## Pályafutása

### Al-Ahli
Szobhi a kairói al-Ahli ifiakadémiáján nevelkedett, az első csapatban 2014. február 6-án, 16 évesen mutatkozott be, egy Ghazi Al-Mehalla elleni bajnokin. 2014 áprilisában részt vett egy ifjúsági tornán klubja U16-os csapatával az Egyesült Arab Emírségekben, ahol teljesítményével felkeltette az Atlético de Madrid figyelmét. Június 16-án megszerezte felnőtt pályafutása első gólját, a Miszr Lel-Makkasza ellen. Június 28-án részt vett a bajnoki cím szempontjából sorsdöntő, Ez-Zamálek elleni rangadón, melyet csapata 1-0-ra megnyert. Július 2-án kétszer is eredményes volt, a Petrojet ellen, hozzájárulva csapata 4-0-s sikeréhez és a bajnoki cím elnyeréséhez. 2015 márciusában  hosszú távú szerződést írt alá az al-Ahlival.
Pályára lépett a 2014-es egyiptomi szuperkupán, ahol csapata legyőzte az Ez-Zamáleket. Juan Carlos Garrido irányítása alatt alapember lett a 2014/15-ös szezonban, és olyan európai csapatok figyelmét vonta magára, mint az Arsenal, az RB Leipzig, az AS Roma, a Sampdoria és az Udinese. 2015. január 10-én egyenlítő gólt szerzett az Al Masri ellen. Július 21-én, az Ez-Zamálek ellen ráállt a labdára, ami feldühítette az ellenfél játékosát, Hazem Emamot, aki megrúgta Szobhit, amiért piros lapot kapott.
Szobhi a 2015-ös szuperkupán ismét bemutatta labdára állós trükkjét, szintén az Ez-Zamálek ellen, amivel ismét kivívta az ellenfél haragját. Csapata 3-2-es győzelme után elnézést kért viselkedéséért. 2016. április 15-én megkapta pályafutása első piros lapját, az ENPPI ellen.

### Stoke City
2016. július 25-én az angol Stoke City 5 millió fontért leigazolta. A bajnokságban augusztus 20-án, a Manchester City ellen mutatkozott be.

### A válogatottban
Szobhi 2015. június 14-én, egy Tanzánia elleni afrikai nemzetek kupája selejtezőn mutatkozott be az egyiptomi válogatottban, 17 évesen, 11 hónaposan és 18 naposan. Ezzel az addigi második legfiatalabb debütáns lett a csapatban, Mido után. Első gólját 2016. március 29-én, Nigéria ellen szerezte.

## Külső hivatkozások
- Ramadán Szobhi pályafutásának statisztikái a Soccerbase oldalon (angolul)